# Chagwido
Chagwido (koreanska: 차귀도) är en ö i Sydkorea.   Den ligger i provinsen Jeju, i den södra delen av landet, 500 km söder om huvudstaden Seoul. Arean är 0,44 kvadratkilometer.
Terrängen på Chagwido är platt. Öns högsta punkt är 47 meter över havet. Den sträcker sig 0,8 kilometer i nord-sydlig riktning, och 1,0 kilometer i öst-västlig riktning.